# Distretto di Efeler
Il distretto di Efeler è un distretto della provincia di Aydın, in Turchia. Fino al 2012 costituiva il distretto centrale della provincia di Aydın, rinominato in Efeler poiché, a seguito dell'istituzione del comune metropolitano di Aydın, quest'ultimo nome è stato riservato alla città.

## Amministrazioni
Nel 2012 al distretto appartenevano 6 comuni e 56 villaggi.

### Comuni
- Aydın (centro)
- Çeştepe
- Dalama
- Ovaeymir
- Tepecik
- Umurlu

### Villaggi
| - Alanlı - Alatepe - Ambarcık - Armutlu - Aşağıkayacık - Bademli - Balıkköy - Baltaköy - Böcekköy - Çayyüzü - Çiftlikköy - Dağeymiri - Danişment - Dereköy - Doğan - Eğrikavak - Emirdoğan - Gödrenli - Gölcük | - Gölhisar - Gözpınar - Horozköy - Işıklı - İlyasdere - İmamköy - Kadıköy - Kalfaköy - Karahayıt - Karaköy - Kardeşköy - Kenker - Kırıklar - Kızılca - Kocagür - Konuklu - Kozalaklı - Kuloğullar - Kuyucular | - Kuyulu - Mesutlu - Musluca - Ortaköy - Pınardere - Savrandere - Serçeköy - Sıralılar - Şahnalı - Şevketiye - Tepeköy - Terziler - Yağcılar - Yeniköy (I) - Yeniköy (II) - Yılmazköy - Yukarıkayacık - Zeytinköy |